# Thue Christiansen
Thue Christiansen (Maamorilik, 25 febbraio 1940 – Hals, 26 giugno 2022) è stato un insegnante, designer e politico groenlandese.

## Biografia
Insegnante di etnia inuit, divenne noto per aver disegnato la bandiera della Groenlandia, in vigore dal 1985.
Fece parte dell'Inatsisartut, militando nel partito Siumut. Dal 1979 al 1983 fu anche Ministro della Cultura e dell'Educazione.